# Лепеха Ігор Іванович
І́гор Іва́нович Лепе́ха — підполковник Збройних сил України, 1-а окрема танкова бригада, начальник технічної частини, учасник російсько-української війни.

## Нагороди
За особисту мужність і героїзм, виявлені у захисті державного суверенітету та територіальної цілісності України, вірність військовій присязі під час російсько-української війни нагороджений
- орденом Богдана Хмельницького III ступеня.